# Ica (departement)
Ica är ett av 24 departement i Peru. Departementet är kanske mest känt för Nazcalinjerna (mycket stora mönster och ritningar från arkeologisk tid) och för begravningsplatsen i Paracas.

## Geografi

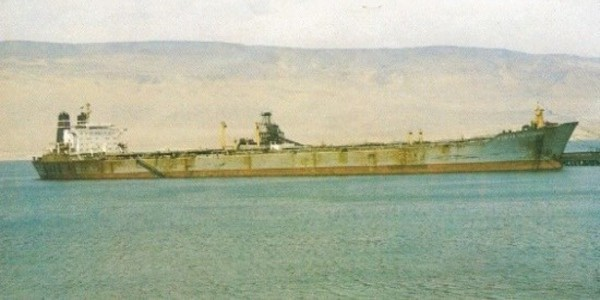
Strand och hamn i San Nicolás, Marcona.

- Hydrografi: San Juan, Pisco, Ica och Río Grande (i Palpa och Nazca).
- Bergstoppar: Yana Caccha (4 400 m ö.h.) och Rumi Cruz (4 200 m ö.h.), båda i Chincha.
- Öar: San Gallán, islas Ballestas, La Vieja (Independencia) och islas Chincha.
- Sjöar: Huacachina i provinsen Ica och Morón i provincen Pisco.
- Havshamnar General San Martín och San Nicolás i San Juan de Marcona.
- Våtmarker: våtmarken vid Pisco och våtmarken Casalla i provinsen Pisco.

Ica är det enda peruanska departement längs södra kusten som bildas av slätter, eftersom mot inlandet höjer sig den  andinska bergskedjan. Några geologiska veckningar har gjort att dyner bildas vilka rör sig mot havet och bildar mycket av Paracashalvön. Några isolerade formationer i södra delen skapade Marconakomplexet, med de största ansamlingarna av järn som finns längs Stillahavskusten.
Icas utseende beror på geomorfologin hos de två stora floderna Pasco och Ica. Ytterligare en vattenväg finns, Rio Grande, men dess vatten når inte havet. En del vatten avleds till bevattning och jordbruk i provinserna Pampa, Nazca och Ingenio. Rio Grandes flodbädd är mot slutet torr eftersom sand och torrt land absorberar den begränsade vattentillgången. Det finns utbredda öknar i Ica, som Lancha Pampas. Pozo Santo och Villacuri pampas är extremt varma områden. Starka och ihållande vindar som kallas paracas förekommer och rör upp stora sandstormar.

## Ekonomi
Icadepartementets utveckling baserar sig på fyra sektorer: jordbruket, gruvindustrin, fiskenäringen och turismen. Jordbruket är den viktigaste näringen, speciellt bomull, baljväxter (kikärter, limabönor och bönor) och druvor, bas för zonens vintillverkning, som används för framställning av piscon, ett peruanskt brännvin gjort på druva. Sparris och pekannötter odlas för export. Marcona (Nazca), är landets enda järngruva och fyndigheterna är de mest betydande vid Stillahavskusten. Det finns en omfattande stålindustri i Piscoprovinsen. I Paracas finns åtta fabriker som tillverkar fiskmjöl.

## Historia
Bland äldre kända kulturer kan nämnas: Paracas Cavernas (ung. grottfolket i Paracas), Paracas Necropolis och Nazca.

## Intressanta data
Urbanisationsgrad: 83,5%
Viktigaste flygplats: Aeródromo de Ica